# 녹안홍
녹안홍(鹿晏弘, ? ~ 886년)은 중국 당나라 말기의 군벌로, 883년부터 884년까지 산남서도(山南西道, 본부는 지금의 섬서성 한중시에 있었다)를, 884년부터 886년까지 충무군(忠武軍, 본부는 지금의 하남성 허창시에 있었다)을 통제하였다.

## 생애

### 배경 및양복광휘하에서
녹안홍의 출생 연도를 포함한 출신 배경에 관해서는 알려진 것이 거의 없다. 그는 당나라의 정사인 《구당서》와 《신당서》 중 어느 한 정사에도 열전(列傳)이 없다. 그는 충무군 번진의 본거지인 허주(許州) 출신이었고, 당초 충무군 번진 내에서 아장(牙將)으로 있었던 것으로 알려져 있다.
881년 당시, 당나라는 변민군(變民軍) 수령 황소의 난으로 중대한 위기에 직면해 있었다. 황소는 당나라 수도 장안을 함락시키고 당시의 황제인 당 희종을 성도로 달아나게 하였으며, 자신이 새로운 제국인 대제(大齊)의 황제임을 선언하였다. 당시 황소의 반란군과 전투를 벌이고 있었던 당나라 장수 중의 한 사람인 환관 양복광은 충무군 번진 내에 갇혀 있었고 (그는 충무군 번진의 감군(監軍)으로 있었다), 충무군 절도사 주급은 신하로서 황소군 측에 투항해 있었다.
그렇지만, 그 해 여름에 양복광은 주급에게 황소에 대한 그의 충성을 포기하고 당나라 조정 측에 충성하는 이유를 재차 밝힐 것을 설득할 수 있었다. 나아가, 주급은 충무군 번진 내에서 8천 명의 병력을 제공하여 양복광의 휘하에서 황소 토벌전에 종군하게 하였다. 그 8천 명의 특별 파견 부대는 8개의 도(都, 군단, 독립 단위의 작전부대)로 편성되었는데, 녹안홍・진휘(晉暉)・왕건・한건・장조(張造)・이사태(李師泰)・방종(龐從) 등의 8명의 도장(都將)이 지휘하는 충무 8도(忠武八都)였던 것이다. 그 후, 그들은 양복광을 따라 각지를 전전하며 황소군과 맞서 전투를 벌였고, 최후에는 하중(河中, 현 산시성 윈청시) 번진 내에 주둔하게 되었다.

### 독자적인군벌로서
883년 가을, 양복광이 하중에서 세상을 떠났다. 충무 8도의 장병들은 그에 호응하여 그들의 주둔지를 버리고 흩어졌다. 당시 충무군 대장으로 있던 녹안홍은 왕건・한건・장조・진휘・이사태 등을 포함한 기꺼이 자신을 따를 사람들을 모았고, 그 해 11월 중에 부대를 이끌고 남쪽을 향해 진군하였다. 이 과정에서 양주(襄州, 현 후베이성 샹양 시), 등주(鄧州, 현 허난성 덩저우 시), 금주(金州, 현 산시성 안캉시), 양주(洋州, 현 산시성 양 현) 등을 습격하여 그곳들을 약탈하였는데 지나가는 곳마다 많은 사람들을 도살하여 전멸시켰고, 자신은 정부군에 가세하기 위해 성도를 향해 서쪽으로 진군하고 있었다고 주장하였다.
그는 그 해 12월(양력으로는 884년 초) 경에 흥원부(興元府, 산시성 한중시)에 도착하여 산남서도 절도사(山南西道節度使, 본거지는 흥원부) 우욱(牛勗)을 쫓아내고 산남서도 번진을 점거하여 유후(留後)를 자칭하였다. 그 후, 그 이듬해인 884년 1월에 당 희종은 그를 산남서도 유후에 임명하였다.
산남서도 번진을 점거한 후, 녹안홍은 왕건・한건・장조・진휘・이사태를 해당 번진 관하의 주의 자사(刺史)로 임명하였다. 그러나 그들이 그들의 임지로 부임하는 것을 허락하지 않았다. 그는 또한 사람들을 점점 시기하고 의심해 갔고, 이에 따라 그의 추종자들이 진심으로 복종하지 않으면서 인심을 잃어갔다. 그는 특히 왕건과 한건이 평소 서로 친근하다는 것을 의심하였으나, 그들을 자신의 안방으로 데려가서 특별히 우대함으로써 그들의 환심을 사려고 하였다. 그러나 왕건과 한건은 그가 자신들을 의심하고 있다고 비밀리에 서로 말할 수 있었다. 그래서 그들은 강력한 실세 환관 전령자의 유혹에 넘어간 후, 그 해(884년) 11월에 장조・진휘・이사태와 함께 수천 명의 병력을 이끌고 성도로 달아나 전령자의 금위군에 가담하게 되었다. 그 후, 전령자는 금위군을 파견하여 녹안홍을 공격하여 그를 격파하였고, 이때 녹안홍은 흥원부를 버리고 동쪽으로 달아났다.
녹안홍은 그 다음 군대를 이끌고 동쪽을 향해 출발하여 양주로 진격하였는데, 도중에 하남 군벌 봉국군 절도사(奉國軍節度使, 본거지는 현 허난성 주마뎬 시) 진종권의 장수인 진고(秦誥)와 조덕인의 군대와 합세하여 함께 양주를 공격하였다. 그들은 양주를 함락시켰고, 산남동도 절도사(山南東道節度使, 본거지는 양주) 유거용(劉居容)이 성도로 달아나게 하였으며, 조덕인에게 산남동도 번진을 점거하게 하였다.
그 후, 녹안홍은 군대를 이끌고 양주, 등주, 균주(均州, 현 후베이성 단장커우 시), 방주(房州, 현 후베이성 팡 현), 여주(廬州, 현 안후이성 허페이 시), 수주(壽州, 현 안후이성 서우 현) 등지를 약탈하였고, 이어서 허주를 향해 진격하였다. 녹안홍이 다가오고 있다는 소식을 들은 주급은 허주성을 버리고 달아나 버렸다. 이에 녹안홍은 허주를 점령하고 충무군 유후를 자칭하였다. 조정에서는 그를 토벌할 수가 없어서, 그를 충무군 절도사에 임명하였다. 이후 그는 886년 7월에 당시 황제를 자칭한 진종권이 그를 공격하여 살해하고 허주를 점거할 때까지 절도사의 신분으로서 충무군 번진을 지배하였다.

## 참고 자료
- 《자치통감》 제254권・제255권・제256권

| 전임 주급 | 충무군 절도사 884년 ~ 886년 | 후임 조주 |